# 幸福入場券
《幸福入場券》（英語：Ticket to Paradise）是一部2022年英美國合拍的浪漫喜劇電影，由歐·帕克執導，並與丹尼爾·皮斯基共同編劇，喬治·克隆尼和茱莉亞·羅勃茲主演。劇情講述一對離婚夫婦聯手前往巴厘島，以阻止女兒犯下他們認為25年前犯過的同樣錯誤。
《幸福入場券》2022年9月8日在巴塞隆納舉行全球首映，由環球影業排定2022年10月21日在美國上映。電影獲得的整體評價褒貶不一，影評家稱讚喬治·克隆尼和茱莉亞·羅勃茲的表現，但也有批評情節容易預測的意見。

## 劇情
大衛和喬治雅是離婚長達25年、現今水火不容的前夫婦，兩者的女兒莉莉從法學院畢業後，偕同她的朋友兼研究生雷恩一起去峇里島度假。當莉莉與雷恩在海岸浮潛時，他們原本乘坐的遊艇將他們拋在了後方，所幸當地年輕的海藻養殖戶吉德主動伸出援手，救了莉莉與雷恩。莉莉與吉德交流甚歡，甚至互相愛上了對方。37天後，莉莉寄了一封電子郵件給大衛和喬治雅，讓他們知道她不但即將和吉德結婚，而且她準備放棄她的法律職業，永久留在峇里島。此事讓大衛和喬治雅震驚之餘，決定暫時放下個人恩怨，試圖說服莉莉，讓她相信她的決策不僅是倉促行事，而且還重蹈他們的覆轍。當大衛和喬治雅搭上前往峇里島的班機時，意外發現駕駛該班機的飛行員，其實是喬治雅的現任男友保羅，後者打算在這次航行的幾天後拜訪喬治雅。
抵達當地後，大衛和喬治雅正式和莉莉與吉德會面，大衛和喬治雅口頭上祝福兩者，實則打著破壞婚禮的如意算盤，甚至竊取莉莉與吉德的婚戒後。吉德立刻對大衛和喬治雅產生疑心，但對莉莉隱瞞了自己的懷疑。大衛和喬治雅執行計劃的同時亦開始修復彼此的關係。接下來的行程中，他們認識吉德和他的大家庭，發現他是真心的在乎莉莉。保羅出現並用一系列求婚令喬治亞大吃一驚，但在第一次求婚時被海神廟的蛇咬傷打斷，第二次求婚則因為意外撞到喬治雅的頭部而以失敗告終。
當莉莉發現被大衛和喬治雅偷走的戒指時，她對父母做出干預婚禮的行為甚感不悅，要求他們選擇參加婚禮或是直接回家。她還與吉德對質，吉德同時承認了他對大衛和喬治雅偷戒指的懷疑。大衛和喬治雅意識到，倘若他們不能支持莉莉的決定，便意味著他們會失去莉莉，轉而決定支持莉莉。婚禮按照峇里島的習俗進行。當這對夫婦準備在儀式上用匕首刺穿香蘭葉、做為完成婚姻的契約時，吉德暫停了婚禮流程，要求大衛和喬治雅發自真誠的祝福他們，表明除非他們同意，否則婚禮便不會繼續進行。此時大衛起身宣佈莉莉與吉德得到了他們的祝福，但他們並不真的需要它，大衛闡述道，倘若當年他和喬治雅聽從了所有反對他們的人（分別是大衛的朋友和喬治雅的父母）的意見，他們就永遠不會擁有莉莉了，不管他們的婚姻結果如何，在有 莉莉的世界裡，他們都更加幸福。莉莉與吉德深受感動，最終順利完成結婚儀式成為夫妻。
另一方面，經歷此事的喬治雅開始反思自己的情感關係，告訴保羅，她不能和他結婚，保羅同意喬治雅的觀點，雙方正式分手。大衛和喬治雅再次調情並親吻彼此，雙方開懷大笑。大衛、喬治亞、雷恩與莉莉含淚告別，然後乘船離開。大衛和喬治雅再次考慮復合，大聲討論他們是否已經太老而不能再感覺年輕了，以及他們什麼時候可以回到峇里島。語畢，決定留下的大衛和喬治雅跳船返回碼頭，同時決定重修舊好並留在峇里島，和莉莉與吉德共享天倫。

## 演員
- 喬治·克隆尼飾演大衛（David）：喬治雅的前夫。
- 茱莉亞·羅勃茲飾演喬治雅（Georgia）：大衛的前妻。
- 凱特琳·德弗飾演莉莉（Lily）：大衛和喬治雅的女兒，吉德的未婚妻。
- 馬克西姆·布提爾飾演吉德（Gede）：莉莉的未婚夫。
- 比莉·盧德飾演雷恩·巴特勒（Wren Butler）：莉莉的朋友。
- 盧卡斯·巴禾飾演保羅（Paul）：喬治雅離婚後交往的男朋友，故事後期和喬治雅分手。

## 製作
2021年2月，宣佈喬治·克隆尼和茱莉亞·羅勃茲將出演由歐·帕克執導，帕克與丹尼爾·皮斯基（Daniel Pipski）共同編劇，環球影業發行的電影《幸福入場券》。這是克隆尼和羅勃茲繼《瞞天過海》（2001年）、《危險性私隱》（2002年）、《瞞天過海2：長驅直入》（2004年）和《金錢怪獸》（2016年）後第五次合作。3月，比莉·盧德參演。4月，凱特琳·德弗參演。10月，據透露馬克西姆·布提爾（Maxime Bouttier）也是演出陣容之一。

### 拍攝
主體拍攝於2021年11月至2022年2月在昆士蘭州進行，拍攝地點包括聖靈群島、黃金海岸、布里斯本、天閣露瑪度假村以及棕櫚灣度假村。2022年1月，受2019冠狀病毒病疫情影響，拍攝工作一度中斷。

## 發行
《幸福入場券》由環球影業排定於2022年10月21日美國上映。此前，上映日期曾排定於2022年9月30日。電影將於上映45天後上線孔雀。

## 評價
《幸福入場券》整體評價褒貶不一，根据評論匯總网站爛番茄汇总的150篇评论文章，55%的评论家给予该作正面评价，平均打分为5.6分（满分10分），網站影評家共識寫道：「《幸福入場券》可能不會將觀眾一路帶到應許之地，但兩位兆瓦級明星的重聚仍然是一個令人愉快的美好時光。」Metacritic則根據26條專業評論，獲得加權分數50分（滿分100分），代表「褒貶不一或中庸」。
觀眾評價方面，接受CinemaScore調查的觀眾在A+至F的評分區間中給這部電影的平均評分為「A-」，PostTrak的問卷調查顯示受訪觀眾給了它 81% 的總體正面評分，其中65%的人表示會推薦這部電影。

## 外部連結
- 官方网站
- 互联网电影数据库（IMDb）上《幸福入場券》的资料（英文）
- 爛番茄上《幸福入場券》的資料（英文）
- AllMovie上《幸福入場券》的资料（英文）
- Metacritic上《幸福入場券》的資料（英文）
- 開眼電影網上《幸福入場券》的資料（繁體中文）
- 时光网上《幸福入場券》的資料（简体中文）
- 豆瓣电影上《幸福入場券》的資料 （简体中文）